# Де Чекко, Лучано
Лучано Де Чекко (исп. Luciano De Cecco; род. 2 июня 1988 года, Санта-Фе) — аргентинский волейболист, связующий клуба «Ченстохова» и сборной Аргентины.

## Карьера
Профессиональную спортивную карьеру Лучано Де Чекко начал в 2005 году, год спустя дебютировал в составе сборной Аргентины, принимал участие в чемпионате мира 2006 года, где аргентинцы заняли 13-е место.
В 2007 году Де Чекко завоевал серебряные медали континентального первенства. Этого же успеха аргентинцы добивались в 2009, 2011 и 2013 годах, каждый раз проигрывая в финале принципиальным соперникам из сборной Бразилии.
Также в 2007 году аргентинский связующий выиграл домашний чемпионат, в 2011 году был вице-чемпионом, оба раза в составе команды «Персональ Боливар». В 2010 году, защищая цвета того же клуба, Де Чекко одержал победу в клубном чемпионате Южной Америки.
Выступая за сборную аргентинец несколько раз завоёвывал индивидуальные призы лучшему связующему: в 2011 году он стал лучшим в своем амплуа на соревнованиях Мировой лиги, в том же году был признан лучшим связующим Кубка мира, несмотря на то, что аргентинцы стали там лишь седьмыми.
В 2012 и 2016 годах принимал участие в Олимпийских играх, при этом на Играх в Рио-де-Жанейро он исполнял роль капитана команды. На Токийской Олимпиаде 2020, так же будучи капитаном, привел свою команду к бронзовым медалям и стал лучшим связующим турнира, войдя в символическую сборную. Именно игра Де Чекко по мнению специалистов стала краеугольным камнем успеха довольно скромной сборной Аргентины.
В настоящее время защищает цвета итальянской «Кучине-Лубе».